# Єрали
Єрали́ (каз. Ералы) — село у складі Осакаровського району Карагандинської області Казахстану. Входить до складу Озерного сільського округу.
Населення — 119 осіб (2021; 134 у 2009, 221 у 1999, 278 у 1989).
Національний склад станом на 1989 рік:
- казахи — 100 %.